# النباتات ذات البلاستيدات المعدلة

أمثلة بلاستيد

النبات معدل البلاستيد هي نباتات معدلة وراثياً تعطّل فيها أو تعدّل فيها الجينات أو تُدخل إليها جينات أجنبية جديدة في الحمض النووي للبلاستيدات مثل البلاستيدات مثل البلاستيدات الخضراء بدلاً من الحمض النووي DNA.
حالياً غالبية النباتات المعدلة البلاستيدات هي نتيجة تعديل البلاستيدات الخضراء بسبب ضعف التعبير في البلاستيدات الأخرى. ومع ذلك فقد تم تطبيق هذه التقنية بنجاح على البلاستيدات الملونة للطماطم.
يعتقد البعض أن البلاستيدات الخضراء في النباتات نشأت من حدث اجتاح بكتيريا التمثيل الضوئي (سلف البكتيريا الزرقاء) بواسطة حقيقيات النوى. هناك العديد من المزايا لمعالجة DNA البلاستيدات الخضراء بسبب أصلها البكتيري. على سبيل المثال، القدرة على إدخال جينات متعددة (عوامل) في خطوة واحدة بدلاً من العديد من الخطوات والتعبير المتزامن للعديد من الجينات بنظام التعبير الجيني البكتيري. تشمل المزايا الأخرى القدرة على الحصول على منتجات عضوية مثل البروتينات بتركيز عالٍ وبالحقيقة أن إنتاج هذه المنتجات لن يتأثر بالتنظيم اللاجيني.
و السبب في تصنيع المنتج بتركيزات عالية هو أن خلية نباتية واحدة يمكن أن تحمل ما يصل إلى 100 بلاستيد أخضر. وإذا تم تحويل هذه البلاستيدات جميعها، فيمكنها جميعاً التعبير عن الجينات الأجنبية المدخلة.  وبالتالي يكون هذا مفيداً مقارنةً بالتعبير الناتج عن النواة، لأن النواة تحتوي عادةً على نسخة واحدة أو نسختين فقط من الجين.
شهدت المزايا التي يوفرها التعديل على البلاستيدات الخضراء اهتماماً متزايداً في هذا المجال من البحث والتطوير، لا سيما في التطبيقات الزراعية والصيدلانية. ومع ذلك، هناك بعض القيود في معالجة الحمض النووي للبلاستيدات الخضراء، مثل عدم القدرة على معالجة مادة DNA لمحاصيل الحبوب والتعبير السيئ للحمض النووي الأجنبي في البلاستيدات غير الخضراء كما ذكرنا من قبل. بالإضافة إلى ذلك، قد يؤدي الافتقار إلى قدرة التعديل اللاحقة للترجمة مثل الارتباط بالجليكوزيل في البلاستيدات إلى صعوبة التعبير عن البروتين المرتبط بالإنسان. ومع ذلك، فقد تم إحراز تقدم كبير في زراعة النباتات، على سبيل المثال، إنتاج لقاحات صالحة للأكل ضد التيتانوس باستخدام نبات التبغ معدل البلاستيد.

## إجراء التحويل وعملية الاختيار

### بناء الجينات

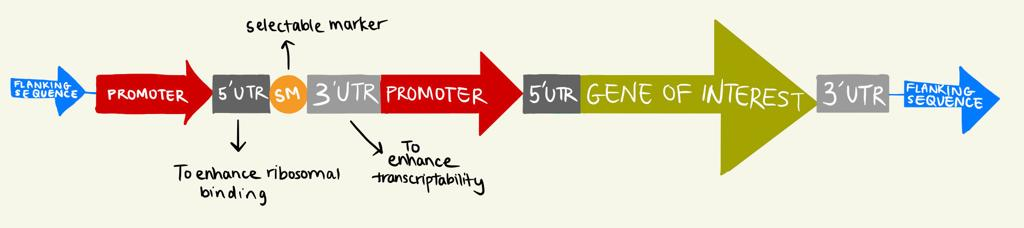
تخطيط الكاسيت الجيني للنباتات

أول شرط لتوليد النباتات معدلة البلاستيد هو الحصول على بنية جينية مناسبة يمكن إدخالها في بلاستيد ما مثل البلاستيدات الخضراء وتكون على شكل ناقل من بلازميد الإشريكية القولونية. هناك العديد من الميزات الرئيسية لشريط الجينات المناسب بما في ذلك على سبيل المثال لا الحصر (1) علامة اختيار (2) متواليات مرافقة (3) جين مهم (4) تسلسل محفز (5) 5' UTR (6) 3' UTR (7) العناصر المتداخلة. يميل الواسم القابل للاختيار عادةً إلى أن يكون جيناً مقاوماً للمضادات الحيوية، مما يمنح الخلية النباتية القدرة على تحمل النمو في وسط أجار يحتوي على مضاد حيوي. تعد التسلسلات المرافقة ضرورية لإدخال البناء الجيني في أماكن محددة مسبقاً من جينوم البلاستيد من خلال إعادة التركيب المتماثل. يكون لهذا الجين المعني العديد من التطبيقات المختلفة والتي يمكن أن تتراوح من جينات مقاومة للآفات إلى إنتاج مستضد لقاح. العناصر المتداخلة (IEE) مهمة لتسهيل مستويات عالية من التعبير الجيني إذا تم إدخال جينات متعددة في شكل مشغل جيني. أخيراً، يعزز UTR 5 'و 3' UTR الارتباط الريبوسومي مما يزيد من استقرار النسخ على التوالي.

### التحول والاختيار
الطريقة الأكثر شيوعاً للتحولات البلاستيدية هي الخصائص البيولوجية: حيث يتم تغليف جزيئات الذهب أو التنجستين الصغيرة بناقل البلازميد وإطلاقها في الخلايا النباتية الصغيرة أو أجنة النبات، مخترقة طبقات الخلايا المتعددة وفي البلاستيد. سيكون هناك بعد ذلك حدث إعادة تركيب متماثل بين ناقل بلازميد اللقاح وجينوم البلاستيد، ونأمل أن ينتج عنه إدخال ثابت لشريط الجينات في البلاستيد. في حين أن كفاءة التحويل أقل مما هي عليه في التحول الوسيط للبكتيريا الزراعية، وهو أمر شائع أيضاً في الهندسة الوراثية النباتية، فإن قصف الجسيمات مناسب بشكل خاص لتحويل البلاستيدات الخضراء. تتضمن طرق التحويل الأخرى استخدام التحويل بوساطة البولي إيثيلين جلايكول (PEG), والذي يتضمن إزالة جدار الخلية النباتية من أجل تعريض الخلية النباتية "العارية" للمادة الوراثية الأجنبية للتحول في وجود PEG. ومع ذلك، فإن التحويل بوساطة PEG, من المعروف أنه يستغرق وقتاً طويلاً، ويحتاج تقنية عالية ويتطلب عمالة كبيرة لأنه يتطلب إزالة جدار الخلية الذي يعد مكوناً هيكلياً وقائياً رئيسياً للخلية النباتية. ومن المثير للاهتمام، أن ورقة بحثية صدرت في عام 2018م وصفت تحولاً ناجحاً لبلاستيد البلاستيدات الخضراء من أنواع الطحالب الدقيقة N. oceanica وC.reinhardtii من خلال التثقيب الكهربائي. في حين أنه لم يتم إجراء أي دراسة حتى الآن لتحول بلاستيد للنباتات العليا باستخدام التثقيب الكهربائي، لكن قد يكون هذا مجالاً مثيراً للدراسة في المستقبل.
من أجل الثبات والمحافظة على ثبات الخلية، يجب أن يحتوي جزيء DNA البلازميد على أصل التضاعف، والذي يسمح بتكاثره في الخلية بشكل مستقل عن الكروموسوم. عندما يتم إدخال حمض النووي غريب لأول مرة إلى الأنسجة النباتية، لن تتمكن جميع البلاستيدات الخضراء من دمج المادة الوراثية المدخلة بنجاح. سيكون هناك مزيج من البلاستيدات الخضراء الطبيعية والمتحولة داخل الخلايا النباتية. يتم تعريف هذا المزيج من البلاستيدات الخضراء الطبيعية والمتحولة على أنها مجموعة البلاستيدات الخضراء «غير المتجانسة». يتطلب التعبير الجيني المستقر للجين الذي تم إدخاله مجموعة «متجانسة» من البلاستيدات الخضراء المحولة في الخلايا النباتية، حيث تنجح جميع البلاستيدات الخضراء في الخلية النباتية في دمج المادة الوراثية الغريبة. عادة يمكن تحقيق المثلية في البلاستيد وتحديدها من خلال جولات متعددة من الاختيار على المضادات الحيوية. حيث تتم زراعة الأنسجة النباتية المحولة عدة مرات على ألواح أجار تحو مضادات حيوية مثل سبيكتينومايسين. فقط الخلايا النباتية التي نجحت في دمج شريط الجينات كما هو موضح أعلاه ستكون قادرة على التعبير عن علامة اختيار عن طريق مقاومة المضادات الحيوية وبالتالي تنمو بشكل طبيعي في وسط أجار يحتوي على مضادات حيوية. النسيج النباتي الذي لا ينمو بشكل طبيعي سيكون له مظهر مبيض حيث أن المضاد الحيوي سبيكتينوميسين يثبط الريبوسومات في بلاستيدات الخلايا النباتية، وبالتالي يمنع الحفاظ على البلاستيدات الخضراء.و على الرغم من ذلك هناك حاجة إلى إجراء العديد من جولات اختيار المضادات الحيوية وإعادة الزرع للحصول على نسيج نباتي متجانس ومستقر نظراً لأن التجمعات غير المتجانسة للبلاستيدات الخضراء قد تظل قادرة على النمو على لوحات أجار فعالة. يعتبر توليد أنسجة نباتية متجانسة من الصعوبات الرئيسية في زراعة الأعضاء التناسلية ويستغرق وقتاً طويلاً بشكل كبير جداً.

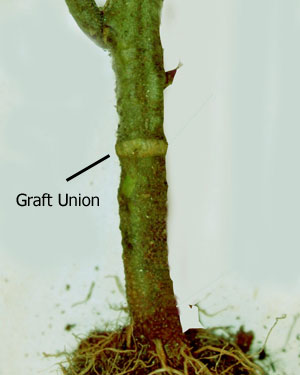
مثال على تطعيم نبات الطماطم للأغراض الزراعية

### التطعيم
بعض الأنواع النباتية مثل Nicotiana tabacum التبغ الذائع أكثر تقبلاً ل لتعديل البلاستيد مقارنة بأفراد من نفس الجنس مثل التبغ الأزرق Nicotiana glauca وتبغ بنثاميانا Nicotiana benthamiana.  سلطت التجربة التي أُجريت في عام 2م012 الضوء على إمكانية تسهيل عمليات تعديل البلاستيد لأنواع النباتات الصعبة باستخدام التطعيم. حيث يتم هذا التطعيم عندما يتم جمع نباتين مختلفين معاً ويستمران في النمو، وقد تم استخدام هذه التقنية على نطاق واسع في التطبيقات الزراعية ويمكن أن تحدث بشكل طبيعي في البرية. تم تعديل البلاستيد الخاص بنبات التبغ الذائع N. tabacum ليكون له مقاومة للسبكتينوميسين وومضانالبروتينات الفلورية الخضراء GFP. بينما تم تعديل نوى نباتات تبغ بنثاميانا والتبغ الأزرق ليكون مقاوماً للكيناميسين.  تم بعد ذلك تطعيم النباتات معدلة البلاستيد والنباتات معدلة النوى وراثياً مع بعضها البعض ثم تم تحليل الأنسجة المطعمة. كشف الفحص المجهري الفلوري واختيار المضادات الحيوية في وسط أجار مع كل من كاناميسين وسبيكتينوميسين أن أنسجة النباتات المطعمة تحتوي على كل من الجينات المعدلة وراثيا والمواد النووية المعدلة وراثيا. تم تأكيد ذلك بشكل أكبر من خلال تحليل تفاعل البوليمراز المتسلسل PCR. سلطت هذه الدراسة الضوء على أن البلاستيدات مثل البلاستيدات الخضراء قادرة على المرور بين الخلايا عبر وصلات الطعوم وتؤدي إلى نقل المادة الوراثية بين خطين مختلفين من الخلايا النباتية. هذا الاكتشاف مهم لأنه يوفر مساراً بديلاً لتوليد نباتات معدلة البلاستيد للأنواع التي لا يمكن تحويلها بسهولة باستخدام منهجيتنا التجريبية الحالية كما هو موضح أعلاه.

### تحسين التعبير الجيني
تمت دراسة أنظمة التعبير المحفزة مثل المحولات النظرية وبروتينات تكرار pentatricopeptide على نطاق واسع في محاولة للتحكم وتعديل التعبير عن منتجات الجينات المحورة في النباتات معدلة البلاستيد. تتمثل إحدى الميزات الكبيرة في استخدام أنظمة التعبير المحرض في تحسين تركيز إنتاج البروتين المحول. فعلى سبيل المثال تحتاج النباتات الصغيرة إلى تكريس الطاقة والموارد للنمو والتطور لتصبح نباتات ناضجة. وبالتالي فإن التعبير التأسيسي للجين المحول سيكون ضاراً لنمو النبات وتطوره، فهو يستهلك طاقة وموارد كبيرة للتعبير عن بناء الجين الخارجي بدلاً من ذلك. وهذا من شأنه أن يؤدي إلى نقص تطور النباتات معدلة البلاستيد مع إنتاجية منخفضة. سوف يتغلب التعبير المحرض عن الجينات المحورة على هذا القيد ويسمح للنبات أن ينضج تماماً مثل نبات من النوع البري الطبيعي قبل أن يتم تحريضه كيميائياً لبدء إنتاج الجين المحول والذي يمكن حصاده بعد ذلك.

## الاحتواء البيولوجي والتعايش الزراعي

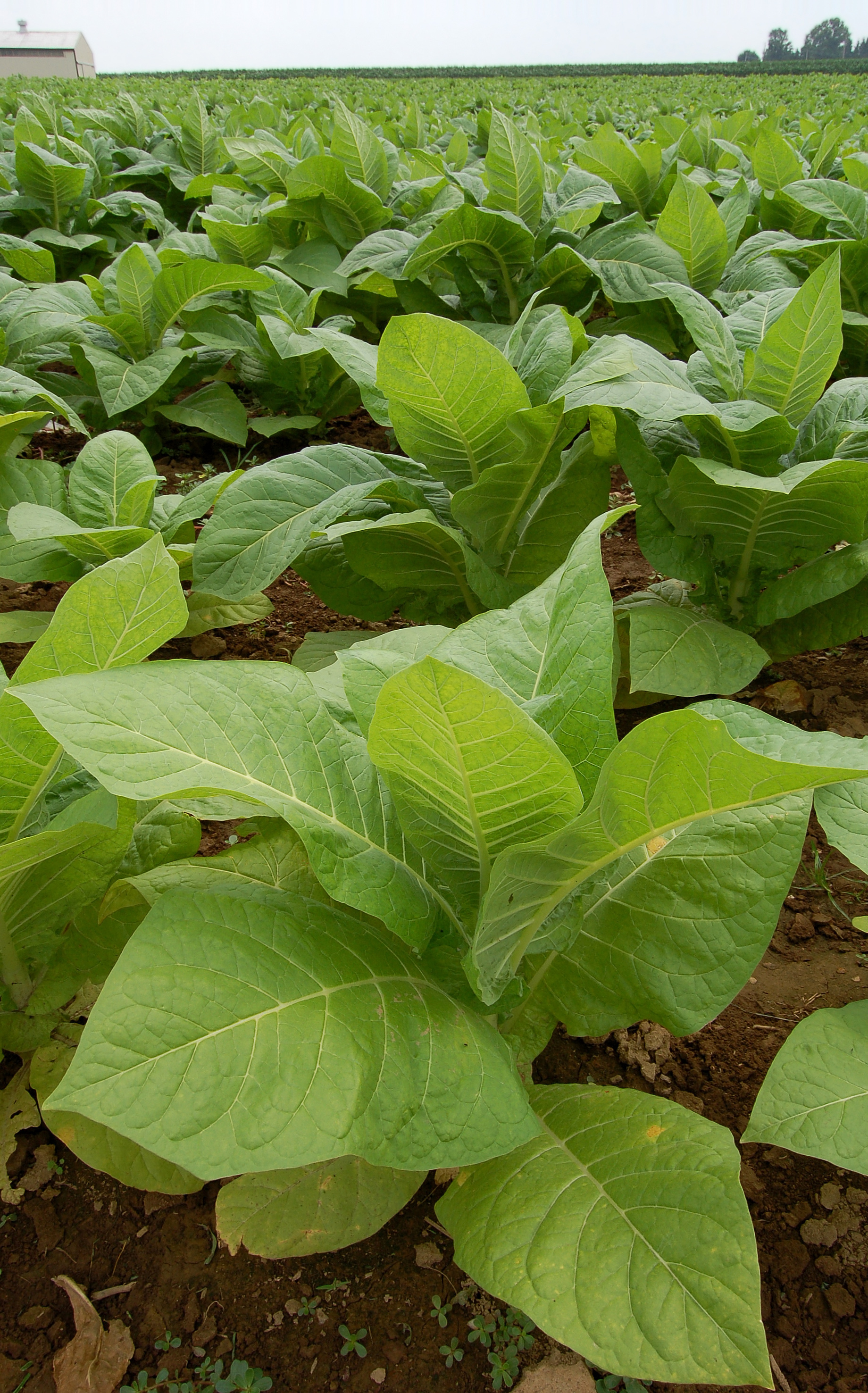
نبتة تبغ نيكوتيانا

يجب أن تكون النباتات المعدلة وراثياً آمنة للبيئة ومناسبة للتعايش مع المحاصيل التقليدية والعضوية. هناك عقبة رئيسية أمام المحاصيل التقليدية معدلة النوى وراثياً تتمثل في التهجين المحتمل للجينات المحورة عبر حركة حبوب اللقاح. في البداية كان يعتقد أن تعديل البلاستيد، الذي ينتج نباتات معدلة البلاستيد لا ينتج حبوب لقاح فيها على الجينات المحورة، لا يؤدي فقط إلى زيادة السلامة الحيوية، بل يسهل أيضاً التعايش بين الزراعة المعدلة وراثياً والتقليدية والعضوية. لذلك كان تطوير مثل هذه المحاصيل هدفاً رئيسياً للمشاريع البحثية مثل Co-Extra وTranscontainer.
هناك دراسة أجريت على نبات تبغ في عام 2007م دحضت هذه النظرية. بقيادة رالف بوك من معهد ماكس بلانك لفيزيولوجيا النبات الجزيئي في ألمانيا، درس الباحثون التبغ المعدل وراثياً والذي تم فيه دمج الجينات المحورة في البلاستيدات الخضراء. تم تربية نبات تبغ معدل البلاستيد تم إنشاؤه من خلال التحول بوساطة البلاستيدات الخضراء مع النباتات التي كانت عقيمة للذكور مع بلاستيدات خضراء لم يمسها أحد. تم تصميم النباتات معدلة البلاستيد ليكون لديها مقاومة للمضاد الحيوي سبيكتينوميسين وتم هندستها لإنتاج جزيء بروتين فلوري أخضر (GFP). لذلك تم افتراض أن أي نسل ينتج من هذين الخطين من نبات التبغ يجب ألا يكون قادراً على النمو على سبيكتينوميسين أو أن يكون فلورياً، حيث يجب ألا تكون المادة الوراثية في البلاستيدات الخضراء قادرة على الانتقال عبر حبوب اللقاح. ومع ذلك فقد وجد أن بعض البذور كانت مقاومة للمضاد الحيوي ويمكن أن تنبت في وسط أجار يحوي سبيكتينوميسين. أظهرت الحسابات أن 1 من كل مليون حبة لقاح تحتوي على مادة وراثية للبلاستيد، والتي ستكون مهمة في البيئة الزراعية. نظراً لأن التبغ لديه ميل قوي نحو الإخصاب الذاتي، فمن المفترض أن تكون موثوقية النباتات معدلة البلاستيد أعلى في ظل الظروف الطبيعية. لذلك يعتقد الباحثون أن نباتاً واحداً فقط من كل 100,000,000 من نباتات التبغ المعدلة وراثياً سينقل الجينات المحورة عبر حبوب اللقاح. هذه القيم أكثر من مرضية لضمان التعايش. ومع ذلك بالنسبة للمحاصيل المعدلة وراثياً المستخدمة في إنتاج المستحضرات الصيدلانية، أو في الحالات الأخرى التي لا يُسمح فيها مطلقاً بالتهجين، يوصي الباحثون بدمج تحويل البلاستيدات الخضراء مع طرق الاحتواء البيولوجي الأخرى، مثل عقم الذكور السيتوبلازمي أو استراتيجيات التخفيف من التحوير الجيني. أظهرت هذه الدراسة أنه في حين أن النباتات عدلة البلاستييل ا تحتوي على احتواء جيني مطلق، فإن مستوى الاحتواء مرتفع للغاية وي سمح بالتعايش بين المحاصيل الزراعية التقليدية وا لمعدلة وراثياً.
هناك مخاوف عامة بشأن إمكانية انتقال الجينات المقاومة للمضادات الحيوية إلى أهداف غير مرغوب فيها بما في ذلك البكتيريا والأعشاب الضارة. نتيجة لذلك فقد تم تطوير تقنيات لإزالة الجينات المقاومة للمضادات الحيوية المختارة. إحدى هذه التقنيات التي تم تنفيذها هي نظام Cre/lox system, حيث يمكن وضع إنزيمات إعادة التركيب الجيني تحت سيطرة محفز لإزالة الجين المقاوم للمضادات الحيوية بمجرد تحقيق المثلية في عملية التحول.

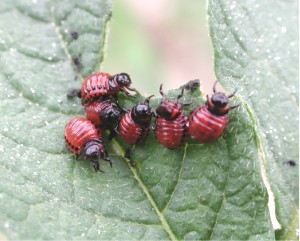
يرقات خنفساء البطاطس

## الأمثلة والمستقبل
من الأمثلة الحديثة على تعديل البلاستيد في التطبيقات الزراعية إعطاء نباتات البطاطا الحماية من خنفساء البطاطا في كولورادو. يطلق على هذه الخنفساء لقب «الآفة الخارقة» عالمياً لأنها اكتسبت مقاومة ضد العديد من المبيدات الحشرية وهي حشرات شرهة للغاية. تشير التقديرات إلى أن الخنفساء تتسبب في أضرار محاصيل تصل إلى 1.4 مليون دولار أمريكي سنوياً في ميشيغان وحدها. استخدمت دراسة أجريت في عام 2015م من قبل Zhang تقنية تعديل البلاستيد لإدخال الحمض النووي الريبي لإنتاج جينات محورة في جينوم البلاستيد. يمنح الحمض النووي الريبي المزدوج الجديلة الحماية لنباتات البطاطا المعدلة وراثياً عبر منهجية تدخل الحمض النووي الريبي، حيث يؤدي استهلاك الأنسجة النباتية بواسطة خنفساء البطاطس إلى إسكات الجينات الرئيسية التي تتطلبها الخنفساء للبقاء على قيد الحياة. كان هناك مستوى عالٍ من الحماية الممنوحة حيث كانت أوراق نبات البطاطا المعدلة غير متأذية عند تعرضها للخنافس واليرقات البالغة. كما كشف التحقيق عن فعالية قتل بنسبة 83٪ لليرقات التي أكلت أوراق نباتات معدلة البلاستيد. سلطت هذه الدراسة الضوء على أنه مع اكتساب الحشرات مقاومة للمبيدات الحشرية الكيميائية التقليدية، فإن استخدام تقنية تعديل البلاستيد تقدم استراتيجيات حماية للمحاصيل بوساطة RNA يمكن أن تصبح قابلة للتطبيق بشكل متزايد في المستقبل.
نهج آخر بارز يعتمد على زراعة الخلايا الجذعية هو إنتاج حمض الأرتيميسينيك من خلال نباتات التبغ العابرة للبلاستيك وهو جزيء السلائف الذي يمكن استخدامه لإنتاج مادة الأرتيميسينين. العلاج المركب القائم على مادة الأرتيميسينين هو العلاج المفضل والموصى به من قبل منظمة الصحة العالمية (منظمة الصحة العالمية) ضد الملاريا. تشتق مادة الأرتيميسينين بشكل طبيعي من نبات الشيح الحولي Artemisia annua, ويمكن جمع تركيزات منخفضة فقط من مادة الأرتيميسينين في النبات بشكل طبيعي، ولا يوجد حالياً عرض كافٍ للطلب العالمي. تمكنت دراسة أجريت في عام 2016م بقيادة فوينتيس، من إدخال مسار إنتاج حمض الأرتيميسينيك في البلاستيدات الخضراء ـللتبغ الذائع N. tabacum من خلال نهج علم الأحياء قبل استخدام أداة البيولوجيا التركيبية الجديدة COSTREL (combinatorial supertransformation of transplastomic recipient lines) إلى توليد نبتة نباتية من نوع التبغ الذائع ذات إنتاجية عالية جداً من حمض الأرتيمينيسين. توضح هذه الدراسة الفوائد المحتملة لتعديل البلاستيد للتطبيقات الصيدلانية الحيوية في المستقبل.
على الرغم من أن عمليات تعديل البلاستيد غير قابلة للحياة في البلاستيدات غير الخضراء في الوقت الحالي، فقد ثبت أن العمل الذي يتم إجراؤه على جينوم البلاستيدات الخضراء قيم للغاية. تشمل تطبيقات تحويل البلاستيدات الخضراء على سبيل المثال لا الحصر الزراعة والوقود الحيوي والمستحضرات الصيدلانية الحيوية. وذلك بسبب عدد قليل من العوامل، والتي تشمل سهولة التعبير الجيني المتعدد في شكل عوامل وتعبير رقم النسخ العالي. دراسة تعديل البلاستيد لا تزال جارية. ولا تزال هناك حاجة إلى مزيد من البحث والتطوير لتحسين المجالات الأخرى مثل زراعة البلاستيدات في البلاستيدات غير الخضراء، وعدم القدرة على تحويل محاصيل الحبوب من خلال عمليات تعديل البلاستيد وطريقة التحايل على نقص القدرة على الغلكزة في البلاستيدات الخضراء. ستمنحنا التحسينات الإضافية في مجال الدراسة هذا طريقاً قوياً للتكنولوجيا الحيوية في العديد من التطبيقات المهمة في حياتنا اليومية.

## روابط خارجية
- Co-Extra Research on the co-existence and traceability of genetically modified plants
- Transcontainer Developing biological containment systems for genetically modified plants